# Карим Ансарифард
Карим Ансарифард (перс. ‎‎کریم انصاری‌فرد‎, латинизовано: ; Ардабил, 3. април 1990) професионални је ирански фудбалер који тренутно игра за Нотингем Форест на позицији нападача.

## Каријера
Рођен је 3. априла 1990. у Ардабилу. Фудбал је почео да игра 2000. године у Интеровом кампу (међународни пројекат развоја дечјег фудбала од стране италијанског Интера). Након тога, наставио је да игра у млађим категоријама клубова Зоб Ахан и Саипа.
Дебитовао је 2008. за клуб Салпа, наступио је у 123 првенствене утакмице. Био је један од главних играча у тиму, те један од главних стрелаца тима.
Његова игра је привукла пажњу представника клуба Персеполис, којем се придружио 2012. године. Играо је за техеранску екипу једну сезону.
Био је на позајмици у клубу Трактор Сази 2013. године, где је провео једну сезону и помогао је тиму да освоји куп Ирана, те био најбољи стрелац и најкориснији играч националног првенства.
Дана 29. августа 2014, Анарифард је потписао двогодишњи уговор са шпанским клубом Осасуна. Од 2017. игра за грчки Олимпијакос.

## Репрезентација
За сениорску репрезентацију Ирана је дебитовао 2009. године.
На Светском првенству 2018. године, Ансарифард је постигао гол из једанаестерца у трећем колу против Португалије.

## Трофеји

### Клуб
Трактор Сази
- Хазфи куп: 2013/14.

Олимпијакос
- Суперлига Грчке: 2016/17.